# フォーミュラ・ワン・コンストラクターズ・アソシエーション
フォーミュラ・ワン・コンストラクターズ・アソシエーション（Formula One Constructors Association、FOCA、F1製造者協会）はフォーミュラ1世界選手権のレーシングカー製造者を中心とした組織。1974年設立。略称は当初はF1CAだったが、後にFOCAと改められた。
かつてはF1の運営をめぐって、国際自動車スポーツ連盟（FISA、現在の国際自動車連盟（FIA））との対立をしたが、コンコルド協定を基に1981年にFISAとFOCAが共同運営するようになった。
1987年のコンコルド協定更新時に、FOCAが持つF1の商業権の管理をバーニー・エクレストンが新たに設立したFormula One Promotion and Administration（FOPA、現在のフォーミュラワン・グループの前身）に委託するようになって以降は、興行面に関する実質的な機能を失う。しかしその後も、ヨーロッパ圏外で行われるグランプリのためにF1マシン等を輸送する貨物便（チャーター便）の運用などを手掛け、組織としてはしばらく存続した。
2008年にはF1に参戦するチームの連合体として、新たにフォーミュラ・ワン・チームズ・アソシエーション（FOTA）が発足している。